# Kucivka, Starokosteantîniv
Kucivka (în ucraineană Кучівка) este un sat în comuna Stețkî din raionul Starokosteantîniv, regiunea Hmelnîțkîi, Ucraina.

## Demografie
Componența lingvistică a localității Kucivka
     Ucraineană (100%)
Conform recensământului din 2001, toată populația localității Kucivka era vorbitoare de ucraineană (100%).